# エンゲルショフ
エンゲルショフ（ドイツ語: Engelschoff、低地ドイツ語: Engelschopp）は、ドイツ連邦共和国ニーダーザクセン州のシュターデ郡に属す町村（以下、本項では便宜上「町」と記述する）で、ザムトゲマインデ・オルデンドルフ＝ヒンメルプフォルテンを構成する自治体の一つである。

## 地理
エンゲルショフはオステ川の湿地帯に位置する。

### 隣接する町村
南はヒンメルプフォルテンのオクゼンポールおよびブライテンヴィッシュ集落と境を接する。南東と東のブルクおよびハンマーモーア方面はハンマーのグロース・シュテルネベルクと接する。エンゲルショフの北は、北西に首邑が位置するグローセンヴェルデンの細長い突出部分が延びており、ドロホターゼンとの間を隔てている。西はヘヒトハウゼンとの間をオステ川が流れている。

## 歴史
エンゲルショフはブレーメン大司教領にオランダ人入植者が流入し、洪水が頻発する湿地の開墾を行った、いわゆるオランダ人入植時代に成立した。

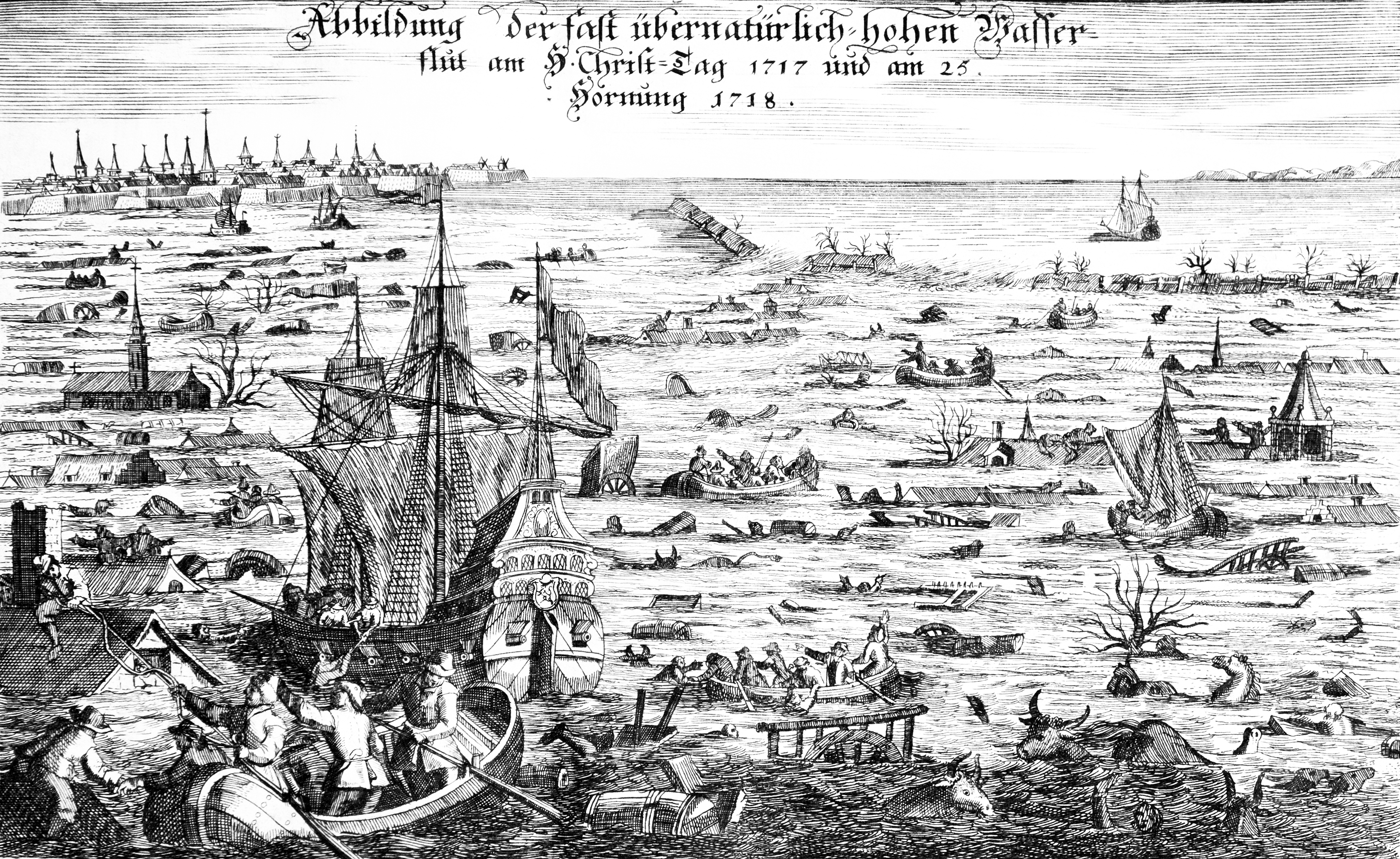
1717年のクリスマスの夜に生じた「クリスマス洪水」図。

1717年から1718年のクリスマス洪水でエンゲルショフは甚大な被害を受けた。エルベ川寄りのケーディンゲン湿地とオステ川の堤防とを越えた水が12月25日に到達し、このクリスマスから翌年4月まで集落全体が家屋の軒下まで水に浸かった状態にあった。4人の住民と4頭の家畜が溺死した。公式記録によれば、馬は560頭中349頭、牛は1077頭中934頭、豚は432頭中331頭、羊は623頭中488頭が死んだ。77棟の家屋が流され、264棟が甚大な損害を被った。被害総額は58,640帝国ターラー20シリングと記録されている。夏にはグローセンヴェルデンとの境界付近の堤防が修復・強化されたものの、11月19日に再び決壊し、エンゲルショフは再び約一ヶ月の間水に浸り、冬穀物は全滅した。

### 宗教
この町は、プロテスタント、ルター派の町であり、シュターデ教会クライスのホルスト教区に属す。

## 行政
エンゲルショフの町議会は9議席からなる。

### 紋章
頂部に銀のレイブル。その下は銀の波帯で青地と緑地に上下二分割。上部は斜め十字に配された銀の水車型十字。下部は、刃を互いに外側、下向きに配された2本の銀の大鎌。
大鎌は、この町の農業主体の性格を表現している。また、この鎌は「E」の形をしており、これは町名の頭文字となっている。波帯はこの町がオステ川とその水害地域に位置しており、これを入植者達が耕作地に開墾していったことを象徴している。青い背景は平野の上の空を意味し、その中の水車はこの町に最初に造られた2基の脱穀水車を想起させるものである。胸壁の縁取り、あるいはレイブルはブルクの伝説の盗賊騎士シュヴァープを思わせるものである。

## 経済と社会資本
ノイラント地区を州道113号線が通っている。この道路は北西のグローセンヴェルデンに向かい、南のヒンメルプフォルテンでは連邦道B73号線に接続する。この連邦道を経由してシュターデやハンブルクにアクセスすることができる。ニーダーエルベ鉄道でも、ヒンメルプフォルテン駅からハンブルク方面へ向かうことができる。エンゲルショフ地区には郡道62号線が通っており、郡道63号線、3号線、27号線を経由して、アッセレモーアを抜けてシュターデや、南東方面のハンマーおよびヒンメルプフォルテンへ行くことができる。

## 引用
1. ↑  Landesamt für Statistik Niedersachsen, LSN-Online Regionaldatenbank, Tabelle A100001G: Fortschreibung des Bevölkerungsstandes, Stand 31. Dezember 2023